# Алфонзо Ла Мармора
Алфонзо Ла Мармора (итал. Alfonso La Marmora, 17. новембар 1804 – 5. јануар 1878) био је најпре пијемонтски, а затим италијански генерал и државник. Његов старији брат био је генерал Алесандро Ла Мармора (1799–1856).

## Војна служба
Завршио је војну академију у Торину. У италијанским ратовима за уједињење на челу дивизиона коњичке артиљерије истакао се 1848. у неколико бојева, а затим је краће време био министар рата Пијемонта. Наредне године као командант дивизије учествовао је у бици код Новаре, у којој је пијемонтска војска поражена. Касније је са својом дивизијом угушио устанак у Ђенови. Новембра 1849. био је поново министар рата. За десет година на том положају реорганизовао је пијемонтску војску и оспособио је за одлучујућу фазу италијанских ратова за уједињење. У међувремену, 1855, командовао је Пијемонтским експедиционим корпусом на Криму. После примирја код Вилафранке (итал. Villafranca) 1859, био је кратко време председник пијемонтске владе, и поново 1865, кад је склопио савез с Прусијом против Аустрије. У италијанском рату за уједињење, био је начелник штаба италијанске Врховне команде под краљем Виториом Емануелом II. Није одговорио свом задатку, пре свега, својом концепцијом вођења тог рата, а ни у бици код Кустоце. Ради оправдања својих поступака објавио је 1879. у Фиренци књигу Мало светлости на политичке и војне догађаје године 1866 (итал. Un po' più di luce sugli eventi politici e militari dell'anno 1866).